# Józsué (Biblia)
Józsué, egyéb átírásokban Józsue, Józsua, Jósua (héber יְהוֹשֻׁעַ Yĕhôshúʿa; arámi: ܝܫܘܥ Isho, arab: يوشع بن نون Yashuaʿ ibn Nūn) ószövetségi személy, az ókori izraeliták vezetője a honfoglalásuk idején. A róla elnevezett Józsué könyve Kánaán meghódításának kezdetétől a Józsué haláláig terjedő időszakot meséli el.
Józsué Egyiptomban születik meg, Nun fiaként, Efráim törzsében. Az Egyiptomból való kivonulás és a vándorlás alatt Mózes "jobbkeze", és katonai vezetőként is jeleskedik. Akkor van először említve a neve, amikor Mózes az amálekitákkal elleni harcba küldi. A sinai törvénykezés idején a próféta segítője valamint egyike annak a tizenkét embernek, akiket Mózes Kánaán felderítésére küld. A leírás alapján csak neki és Kálebnek volt elegendő hite és bátorsága ahhoz, hogy a továbbhaladást javasolja így a négy évtizedig tartó pusztai vándorlást is csak ők élik túl.
Józsuét hamar kiválasztotta Isten Mózes utódjának és ezt a próféta halálának közeledtével ki is nyilatkoztatta. Mózes halála után az ő vezetésével kel át a nép a Jordánon, veszi be Jerikót, Ai-t, és veti meg a lábát a kánaániták területén. 
110 éves korában hal meg és Timnath Szerachban temetik el. A Szentírás azonos nevű könyve jóval későbbi időkből származik, és sok változtatásnak volt alávetve.

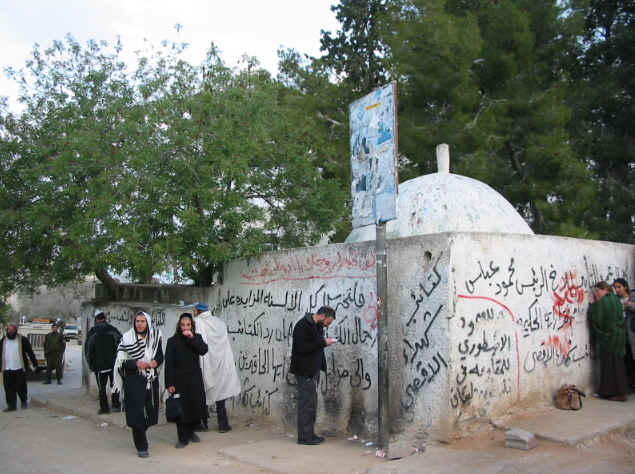
A Józsué sírjaként tisztelt sírtömb Kifl Hares-ban, Ciszjordániában